# José Caspary
Jose Caspary (Puerto Rico, Misiones, Argentina, 15 de mayo de 1986) es un futbolista argentino que juega de delantero. Actualmente integra el plantel del Acassuso, de la Primera B Metropolitana.

## Trayectoria

### Deportivo Armenio
Debutó a los 21 años en Deportivo Armenio, el 4 de mayo de 2007. Allí permaneció hasta el 2010, jugando 31 partidos y anotando 3 goles.

### Club Villa Dálmine
En la temporada 2010 fue cedido a préstamo a Villa Dálmine, disputando dos temporadas para el “Viola” de Campana. Allí, jugó dos torneos: en el primero estuvo presente en 34 partidos y entonó 10 goles. En el segundo año, logró el Campeonato 2011/12 de la Primera C, en el que marcó 9 goles en 33 partidos.

## Clubes
| Club                   | País      | Año           |
| ---------------------- | --------- | ------------- |
| Deportivo Armenio      | Argentina | 2007 - 2010   |
| Villa Dálmine (Cedido) | Argentina | 2010 - 2012   |
| Deportivo Armenio      | Argentina | 2012 - 2013   |
| All Boys               | Argentina | 2013          |
| Deportivo Armenio      | Argentina | 2013          |
| Tristán Suárez         | Argentina | 2014          |
| Platense               | Argentina | 2014          |
| Acassuso               | Argentina | 2015          |
| Tristán Suárez         | Argentina | 2016          |
| Acassuso               | Argentina | 2016-presente |

## Palmarés

### Campeonatos nacionales
| Título    | Club          | País      | Año         |
| --------- | ------------- | --------- | ----------- |
| Primera C | Villa Dálmine | Argentina | 2011 - 2012 |